# Ø

Øø

La "Ø" (minuscolo: "ø") è un fono e una lettera degli alfabeti danese, faroese, norvegese e sami meridionale.
L'origine della lettera deriva dalla legatura, usata in tipografia, per il dittongo oe (rappresentato fino ad allora dalla runa ethel), con la linea orizzontale della e sovrapposta alla lettera o, divenuto esso stesso un'unica lettera.
Nel danese, faroese e norvegese moderno, la lettera ø è un monottongo e una vocale anteriore semichiusa arrotondata: il simbolo IPA della lettera è [ø].
La pronuncia è analoga a quella del tedesco ö, cioè una via di mezzo fra o ed e. Si ottiene mettendo le labbra come per pronunciare la o e pronunciando invece la e. 
Nella lingua danese (e nel Bokmål, una forma scritta del norvegese), ø è anche una parola e significa isola.
|   | decimale | esadecimale | HTML     |
| - | -------- | ----------- | -------- |
| ø | &#248;   | &#xf8;      | &oslash; |
| Ø | &#216;   | &#xd8;      | &Oslash; |

Si può digitarlo, su Windows, con la tastiera tramite la combinazione Alt+0216 e Alt+0248.
Si può digitarlo, su MacOS, con la tastiera tramite la combinazione Alt+o e Alt+Maiuscole+o.
Si può digitarlo, su Linux, la tastiera tramite la combinazione AltGr+o e AltGr+Shift+o,

## In geografia
Ø o Ø bakker (colline-isola) è un'area pianeggiante dello Jutland orientale nella valle del fiume Nørreå, con rilievi collinari inclusi nell'alveo fluviale. Si tratta di una morfologia d'origine glaciale, derivata dall'azione erosiva combinata di due ghiacciai confluenti.

## In matematica
- Pur non derivando dalla vocale scandinava, la ⌀ maiuscola coincide con il simbolo grafico dell'insieme vuoto.
- Il simbolo dell'insieme vuoto compare per la prima volta in un lavoro, Éléments de mathématique, del gruppo di matematici francese denominato Nicolas Bourbaki alla vigilia della Seconda guerra mondiale. Nella sua autobiografia Souvenirs d'apprentissage (1991) il matematico francese André Weil, del gruppo Bourbaki, rivela di aver scelto il simbolo Ø per indicare l'insieme vuoto. Il simbolo proviene dall'alfabeto norvegese perché Weil trascorse un periodo di tempo in Norvegia. Fonte: Umberto Bottazzini Istanti fatali. Quando i numeri hanno spiegato il mondo, Edizioni Laterza, 2019.
- La ⌀ minuscola è simile ma non identica al simbolo grafico del diametro.
- Ø o ⌀ sono utilizzati a volte come simboli per identificare il valore medio.

## In musica
In musica il segno ø si usa per siglare l'accordo semidiminuito, ovvero un accordo di settima di terza specie, con la terza minore, la quinta diminuita e la settima minore. 

## Altri usi
Un simbolo simile veniva usato nei mosaici romani accanto al nome di un gladiatore morto in combattimento.